# Sally Ride
Sally Ride (Encino, 26 de mayo de 1951-La Jolla, 23 de julio de 2012) fue una física estadounidense y astronauta de la NASA que en 1983 se convirtió en la primera mujer de su país y la tercera del mundo en explorar el espacio exterior. Fue la estadounidense más joven en lograrlo a la edad de 32 años. Previamente, fue también jugadora profesional de tenis. El 20 de noviembre de 2013 recibió póstumamente la Medalla de la Libertad, la mayor distinción otorgada a un civil en EE. UU.
Graduada de Universidad Stanford en física y en literatura inglesa en 1973, así como una Maestría en Física en 1975, y finalmente, obteniendo del título de Doctora en Física y Filosofía en 1978, con una Tesis doctoral acerca de la interacción de rayos X con el medio interestelar.
A finales de los años setenta respondió a un aviso de prensa solicitando voluntarios para el programa de la NASA, dando inicio a su carrera espacial. En el espacio, Ride fue antecedida por dos mujeres soviéticas, Valentina Tereshkova (en 1963) y Svetlana Savitskaja (en 1982), siendo ella la tercera mujer en el espacio. Pasó más de 343 horas en total en el espacio exterior. Salió de la NASA en 1987.
Trabajó dos años en el Centro para la Seguridad Internacional y Control de Armas de la Universidad Stanford, y posteriormente en la Universidad de California, en San Diego (California), investigando Óptica no lineal y la Dispersión de Thomson. 
Trabajó en los comités de investigación del Accidente del transbordador espacial Challenger y del Columbia, siendo ella el único miembro  que había participado en ambas misiones. En 1982, Ride se casó con otro astronauta de la NASA, Steven Hawley, pero se divorciaron en 1987. Desde 1985 hasta su muerte mantuvo una relación de pareja con la psicóloga y profesora Tam O'Shaughnessy, que trabajaba como vicepresidenta ejecutiva en la empresa fundada por Ride, aunque esta relación solo se hizo pública tras la muerte de la astronauta. Es la primera astronauta que forma parte de la comunidad LGBT. 
Murió el 23 de julio de 2012 (a los 61 años) tras padecer un cáncer de páncreas.

## Infancia y educación
Sally Ride nació en el barrio de Encino en Los Ángeles, California en 1951, y fue la mayor de los hijos de Carol Joyce Anderson y Dale Burdell Ride, de ascendencia noruega. Una hermana de Ride llamada Karen Bearful Ride, se convirtió en una ministra presbiteriana. Su madre trabajaba como una consejera voluntaria en un centro penitenciario para mujeres. Su padre sirvió con el Ejército de los Estados Unidos en Europa en la Segunda Guerra Mundial. 
Ride creció en los barrios de Van Nuys y Encino en Los Ángeles. En 1960, cuando tuvo nueve años, la familia pasó un año viajando en Europa. En España, Ride jugó al tenis por primera vez., que se convirtió en su deporte predilecto. Al edad de diez años, comenzó a ser entrenada por Alice Marble, un antigua jugadora número uno del mundo. En 1963, alcanzó el número 20 en la clasificación del sur de California para niñas hasta 12 años. 
Asistió la escuela primaria Encino, escuela secundaria Portola, y Birmingham high school por un año. Asistió a la escuela en el Valle de San Fernando y la secundaria en un liceo para niñas en Los Ángeles, becada por su desempeño en el tenis, pues además de su interés en la ciencia. Elizabeth Mommaerts, quien enseñaba fisiología humana, se convirtió un mentor. Ride decidió convertirse una astrofísica. Graduaba en junio de 1968 y entonces tomó una clase en matemáticas avanzadas al colegio Santa Monica durante el descanso de verano. 
Aplicó a Swarthmore College en Pensilvania. Tuvo una entrevista con Fred Hargdon, el decano de admisiones, quien estaba impresionado por sus habilidades de inteligencia y tenis. Fue admitida con una entera beca. Empezó clases en 18 de septiembre de 1968. Ganó todo de sus partidos de tenis intercolegiales y se convirtió la campeona de Eastern Intercollegiate Women's Singles. Defendía su título en mayo de 1969 pero ella echaba de menos California. En aquellos tiempos, antes de Title IX, tenis de mujeres no tenían mucho apoyo al nivel de universidades. Swarthmore tenía cuatro pistas de tenis pero no pistas cubiertos así que ella no podía practicar cuando había nieve. Después de tres semestres a Swarthmore, regresó a California en enero de 1970, con la meta para convertirse una jugadora profesional de tenis. Ride fue una jugadora de categoría en el tenis nacional de su país. 
Comenzó la universidad en Swarthmore College pero recibió su título de grado en inglés y física de la Universidad de Stanford, cerca de la ciudad de Palo Alto (California). Cambiaba a la Universidad de Stanford como un junior. Recibió un título de maestría en 1975 y un PhD en física en 1978 de la misma institución, mientras estaba haciendo investigación en astrofísica y en el láser de electrones libres. Escribía su tesis doctoral en la interacción de los rayos X con el medio interestelar, bajo la supervisión de Arthur B. C. Walker Jr.

## Carrera en la NASA

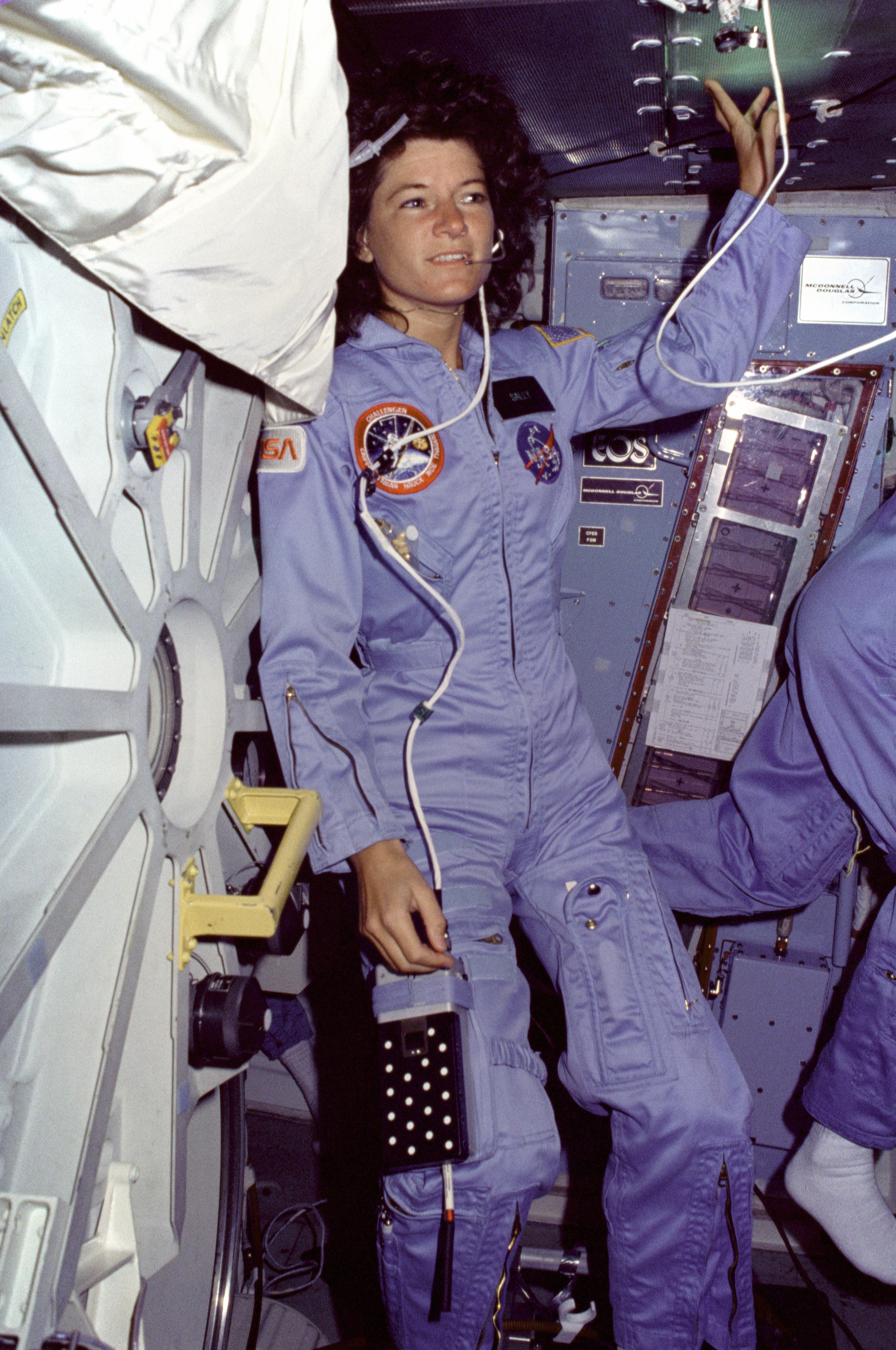
Sally Ride en la cubierta intermedia del Transbordador espacial Challenger durante el STS-7.

En enero de 1977, Ride vio en la portada del periódico The Standford Daily una convocatoria de la NASA destinada a mujeres para participar del programa del transbordador espacial y envío su postulación. De un total de 8.079 aspirantes, Sally Ride logró quedar entre los 208 finalistas. Con este resultado,  fue llamada a presentarse en el Centro Espacial Johnson para proceder con entrevistas y pruebas médicas,  a fin de evaluar su aptitud para formar parte del programa.
Finalmente, tras haber obtenido resultados sobresalientes en sus pruebas técnicas y de aptitud física, fue aceptada para integrar junto a otros 35 miembros el Grupo Número 8 de astronautas de la NASA.
Durante su carrera, Sally fue comunicadora de cabina (CapCom) para el segundo y tercer vuelos del programa del transbordador espacial (STS-2 y STS-3), y ayudó a desarrollar el brazo robot (Canadarm). El 18 de junio de 1983 se convirtió en la primera mujer del continente americano en viajar al espacio como tripulante en el transbordador espacial Challenger como parte de la misión STS-7.
La tripulación, de cinco astronautas, abordó la misión STS-7 desplegó dos satélites de comunicaciones.Realizó experimentos farmacéuticos, fue la primera misión en utilizar el brazo robot en el espacio, y la primera en utilizar el brazo para recuperar un satélite. 
Su segundo vuelo espacial fue en 1984, también a bordo del Challenger. Acumuló más de 343 horas en el espacio. Ride estuvo 8 meses en formación para su tercer vuelo cuando ocurrió el accidente del Transbordador espacial Challenger. Fue asignada como parte de la comisión presidencial para investigar los detalles del accidente, y encabezó el Subcomité de Operaciones de ese comité. Después de la investigación, Ride fue destinada a la Oficina Central de la NASA con sede en Washington, D. C. Allí, llevó a cabo el primer esfuerzo de planificación estratégica de la NASA, escribiendo un informe titulado Leadership and America's Future in Space (‘El liderazgo y el futuro de Estados Unidos en el espacio’), y fundó la Oficina de Exploración de la NASA.

## Después de la NASA
En 1987, Sally Ride dejó la NASA para dedicarse al Centro Internacional para la Seguridad y Control de Armamentos en la Universidad de Stanford. En 1989 se convirtió en profesora de física en la Universidad de California (San Diego) y directora del Instituto Espacial de California. En 2003 se le pidió servir en la investigación del accidente del transbordador espacial Columbia. Fue excedente de la universidad para ejercer el puesto de directora ejecutiva de Ciencia Sally Ride, una empresa que fundó en 2001, que crea programas de entretenimiento sobre ciencias y publicaciones para escuelas y liceos, prestando especial atención a las niñas.
Ride fue autora y coautora de varios libros sobre el espacio, dirigidos a los niños con el objetivo de alentarlos a que estudien ciencias.

## Premios y galardones
Ride recibió numerosos honores y premios, entre ellos el Premio Jefferson de Servicio Público, el Premio Von Braun, el Eagle Lindbergh, y el premio del NCAA Theodore Roosevelt. Fue introducida en el Salón de la Fama Nacional de la Mujer, y el Salón de la Fama de Astronautas, y fue galardonada en dos ocasiones con la Medalla de Viajes Espaciales de su país. Ride fue la única persona que actuó en los comités que investigaron los accidentes tanto del Challenger como del Columbia. Dos escuelas primarias en los Estados Unidos fueron nombradas en su nombre: Sally K. Ride Elementary School en The Woodlands (estado de Texas), y Sally K. Ride Elementary School en Germantown (estado de Maryland).
El 6 de diciembre de 2006, el gobernador de California, Arnold Schwarzenegger, y su esposa Maria Shriver introdujeron a Ride al Salón de la Fama de California ubicado en el Museo de Historia, la Mujer y las Artes.